# Kurt Henneberg
Kurt Henneberg (* 1915 oder 1916; † Anfang 1945 in Prag) war ein deutscher Jazz- und Unterhaltungsmusiker (Geige).

## Leben
Henneberg war Schüler von Georg Kulenkampff; er spielte in den späten 1930er Jahren bei Peter Kreuder; außerdem wirkte er ab 1939 bei Plattenaufnahmen verschiedener Studioorchester unter der Leitung von Adalbert Lutter, Albert Vossen, Michael Jary, Peter Igelhoff („Ich wünsch’ dir eine gute Nacht“) und Kurt Wege mit. Im Bereich des Jazz war er zwischen 1937 und 1944 an 35 Aufnahmesessions beteiligt, zuletzt im März 1944 mit dem Streichtanzorchester Adolf Steimel („Die Musik ist mein Talismann“). Unter eigenem Namen spielte er außerdem 1941 einige Titel ein wie die Kreuder-Komposition „So wie ein Lied im Wind verweht“ (Odeon Be-12828) oder „Ich bin heute ja so verliebt!“ (von Willy Schmidt-Gentner, Odeon O-31671a).
1944/45 war Henneberg Mitglied des Deutschen Tanz- und Unterhaltungsorchesters (DTU), das in den letzten Kriegsmonaten in Prag arbeitete; er war von den beteiligten Musikern zu deren Sprecher gewählt worden.
Als bei Kriegsende die Tschechen Prag zurückeroberten, verschanzten sich die deutschen DTU-Musiker in ihren Hotels; als einziger wagte sich Henneberg auf den Platz hinaus, wo er von einem Mob umringt wurde. Er starb im Alter von 29 Jahren, nachdem ihn die Menge an einem Laternenpfahl aufgehängt und ihn bei lebendigem Leibe in Brand gesetzt hatte.